# دارين كلارك
دارين كلارك (بالإنجليزية: Darren Clarke)‏ هو لاعب كرة قاعدة أمريكي، ولد في 18 مارس 1981 في سان دييغو في الولايات المتحدة.

## وصلات خارجية
- دارين كلارك على موقعبيزبول رفرنس.كوم (الدوري الرئيسي) (الإنجليزية)